# Parodontită apicală
Parodontita periapicală sau parodontita apicală este o inflamație acută sau cronică în jurul vârfului unei rădăcini dentare, cel mai frecvent cauzată de infecția bacteriană a pulpei dintelui. Este un rezultat probabil al cariilor dentare netratate și, în astfel de cazuri, poate fi considerată o sechelă în istoria naturală a cariilor dentare, a pulpitei ireversibile și a necrozei pulpare. Alte cauze pot include traume ocluzale cauzate de „pete înalte” după lucrările de restaurare, extrudarea din dinte a materialului de umplere (plombare) a rădăcinii sau invazia bacteriană și infecția din gingii. Parodontita periapicală se poate dezvolta într-un abces periapical, unde se formează o colecție de puroi la capătul rădăcinii, consecința răspândirii infecției din pulpa dentară (infecție dentară) sau într-un chist periapical, unde se formează o structură epitelială căptușită, umplută cu fluid.

## Diagnostic
Caracteristicile radiografice ale leziunilor inflamatorii periapicale variază în funcție de evoluția temporală a leziunii. Deoarece leziunile foarte timpurii pot să nu prezinte modificări radiografice, diagnosticul acestor leziuni se bazează exclusiv pe simptome clinice. Leziunile mai cronice pot prezenta modificări litice (radiolucente) sau sclerotice (radiopace) sau ambele.

### Clasificări
Clasificarea parodontitei periapicale se bazează de obicei pe dacă procesul este acut și simptomatic sau cronic (asimptomatic).

#### Parodontita periapicală acută
Cel mai întâlnit simptom este parodontita periapicală acută.

#### Parodontita periapicală cronică
Cea cronică este, de obicei, asimptomatică.

## Leziuni conexe
Pe lângă abcesele periapicale, parodontita periapicală poate da naștere la diverse leziuni conexe, inclusiv granuloame periapicale și chisturi. Un granulom periapical (denumit și „granulom apical” sau „granulom radicular”) este un țesut de granulație inflamat cronic care se formează la vârful rădăcinii unui dinte devital (mort). 
Deși nu este un granulom adevărat, având în vedere absența inflamației granulomatoase, termenul „granulom periapical” este larg acceptat.

## Tratament
Opțiunile de tratament pot include tratamentul cu antibiotice, tratamentul canalului radicular sau extracția.

## Epidemiologie
Parodontita periapicală de o anumită formă este o afecțiune foarte frecventă. Prevalența parodontitei periapicale este în general raportată a varia în funcție de grupa de vârstă, de ex. 33% la cei cu vârsta cuprinsă între 20-30, 40% la persoanele cu vârsta cuprinsă între 30 și 40 de ani, 48% la persoanele cu vârsta cuprinsă între 40 și 50 de ani, 57% la persoanele cu vârsta cuprinsă între 50 și 60 de ani și 62% la cei peste vârsta de 60 de ani. Majoritatea datelor epidemiologice au fost generate în țările europene, în special în Scandinavia. În timp ce milioane de tratamente ale canalului radicular se efectuează numai în Statele Unite în fiecare an, numărul total de astfel de cazuri nu oferă indicatori fiabili de frecvență, chiar și pentru parodontita periapicală simptomatică.